# Schweizer Badmintonmeisterschaft 2025
Die Schweizer Badmintonmeisterschaft 2025 fand am 1. und 2. Februar 2025 in Genf statt. Zwei Wochen zuvor fand die Qualifikation zur Meisterschaft statt.

## Medaillengewinner
| Veranstaltung | Gold                              | Silber                       | Bronze                                |
| ------------- | --------------------------------- | ---------------------------- | ------------------------------------- |
| Herreneinzel  | Julien Scheiwiller                | Tobias Künzi                 | Nicolas A. Müller                     |
| Herreneinzel  | Julien Scheiwiller                | Tobias Künzi                 | Maxime Pierrehumbert                  |
| Dameneinzel   | Julie Franconville                | Dounia Pelupessy             | Milena Schnider                       |
| Dameneinzel   | Julie Franconville                | Dounia Pelupessy             | Anja Strausak                         |
| Herrendoppel  | David Orteu Maxime Pierrehumbert  | Nils Harzenmoser Soen Rimmer | Nicolas Franconville Robin Gerber     |
| Herrendoppel  | David Orteu Maxime Pierrehumbert  | Nils Harzenmoser Soen Rimmer | Sébastien Beureux Antonin Schipperijn |
| Damendoppel   | Lucie Amiguet Caroline Racloz     | Aline Müller Ronja Stern     | Cloé Brand Julie Franconville         |
| Damendoppel   | Lucie Amiguet Caroline Racloz     | Aline Müller Ronja Stern     | Eugénie Chapuis Marion Varrin         |
| Mixed         | Nicolas Franconville Aline Müller | Tobias Künzi Ronja Stern     | Arthur Boudier Julie Franconville     |
| Mixed         | Nicolas Franconville Aline Müller | Tobias Künzi Ronja Stern     | Robin Gerber Marion Varrin            |